# Noite da agonia

A antiga Casa de Câmara e Cadeia (Cadeia Velha), atual Palácio Tiradentes, onde ocorreu a Assembleia Constituinte do Brasil de 1823 e a noite da agonia. E a primeira sede da Câmara dos Deputados.

A noite da agonia foi um episódio da história do Brasil, ocorrido na madrugada de 12 de novembro de 1823, durante a Assembleia Constituinte, no Rio de Janeiro, que estava encarregada de redigir a primeira Constituição do país recém-independente. O monarca Pedro I mandou o Exército invadir o plenário da Assembleia Constituinte. Vários deputados foram presos e deportados, entre eles o ex-ministro dos negócios do Império, José Bonifácio de Andrada e Silva, e seus irmãos: Martim Francisco e Antônio Carlos.
Em documento assinado pelo Imperador e seus conselheiros em 13 de novembro de 1823, adotou-se, além da expatriação de ex-deputados, outras medidas repressivas — quais sejam, a vigilância policial sigilosa em locais de reunião e a prisão de quem se envolvesse em discussões públicas.

O golpe de estado foi motivado pela limitação do poder do Imperador - "Ataques ao Poder Executivo" nas palavras do mesmo - no projeto de constituição confeccionado pela Assembleia, que, entre outras coisas, limitava o poder de veto do monarca e transferia ao parlamento o poder sobre o exército. Com a dissolução da Assembleia constituinte, Pedro I reuniu dez cidadãos de sua confiança que, a portas fechadas, redigiram uma nova Constituição, outorgada em 25 de março de 1824, que acabou fortalecendo o Poder Moderador.